# 皮斯基夫卡
50°42′28″N 29°35′42″E / 50.70778°N 29.59500°E

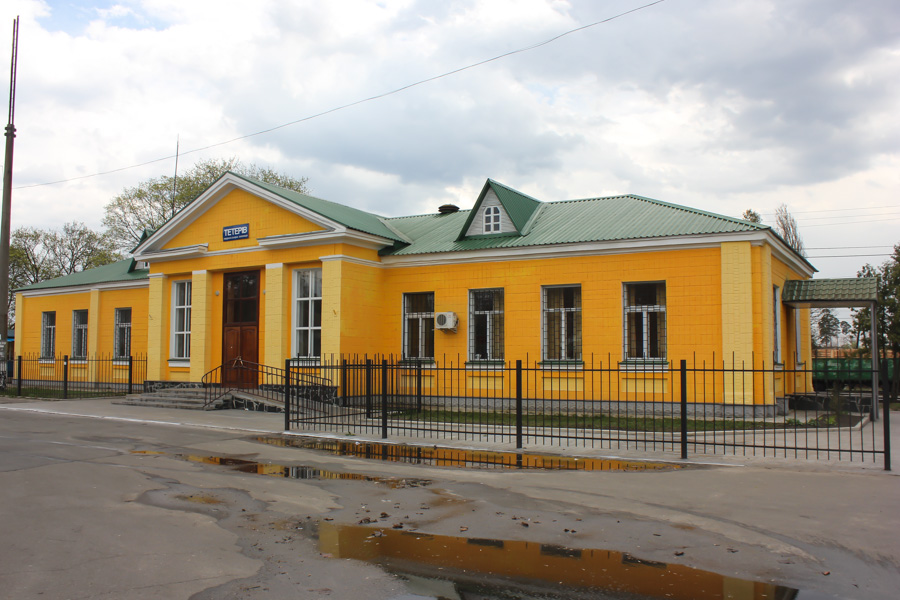
镇内的火车站

皮斯基夫卡（烏克蘭語：Пісківка），或译为佩斯科夫卡，是位於烏克蘭北部的市級鎮，由基辅州布恰区的皮斯基夫卡市鎮負責管轄，並為該市鎮的行政中心。該鎮位於基輔州的西部邊界，面積48平方公里，2014年人口7,012，人口密度每平方公里146.5人。